# Rhabdus perceptus
Rhabdus perceptus is een Scaphopodasoort uit de familie van de Rhabdidae. De wetenschappelijke naam van de soort is voor het eerst geldig gepubliceerd in 1889 door Mabille & Rochebrune.